# Gru (personnage)
Felonious Gru (litt. en français : « Gru criminel »), alternativement orthographié Felonius Gru, plus connu sous le diminutif Gru, est un personnage de fiction de la série de films Moi, moche et méchant créée par Sergio Pablos. Il est le principal protagoniste de la première série.

## Biographie du personnage
Gru est le fils de Marléna et Robert Gru, surnommé La Terreur Chauve, et le frère jumeau de Dru. Il est également le père adoptif de Margo, Edith et Agnes Gru, le père biologique de Gru Jr., le mari de Lucy Wilde, et le chef des Minions.
Dans le premier film, il est présenté comme un super-vilain ambitieux qui cherche constamment à gagner l'approbation de sa mère, Marlena, qui n'a fait que le complexer. Plus tard, lorsqu'il adopte Agnès, Edith et Margot, il change de comportement et se rend compte que ses trois filles adoptives l'apprivoisent, le rendent plus doux, plus gentil et meilleur.

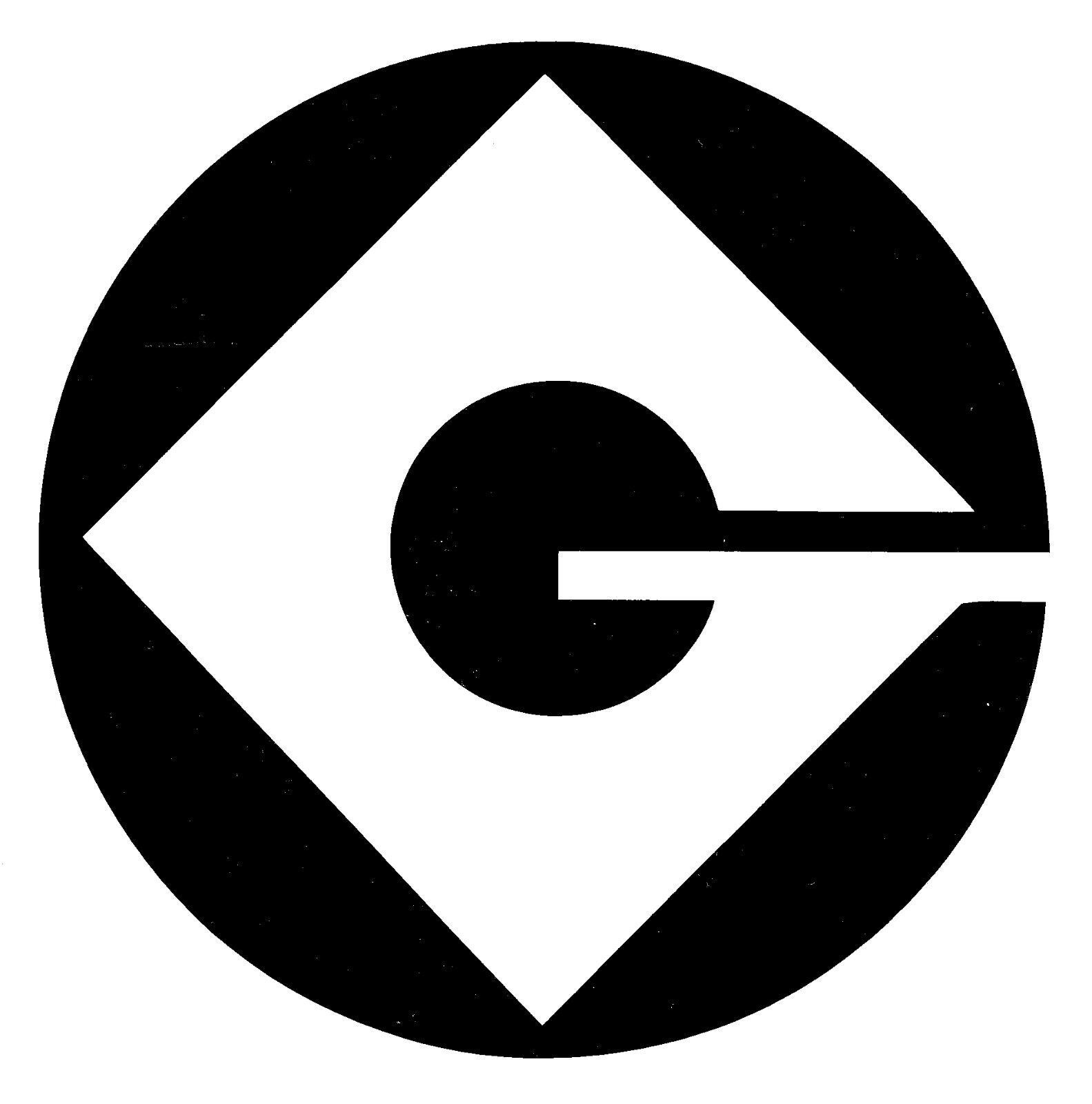
Le logo de son « entreprise » de conception d'armes à feu, de gadgets et de véhicules fabriqués par les Minions.

Dans le deuxième film, il délaisse sa vie de criminalité pour se consacrer à ses filles. Cependant, il finit par collaborer, bien que réticent au début, avec l'agent secret Lucy Wilde, dont il tombe amoureux et avec qui il se mariera par la suite.
Le troisième film révèle que Lucy et lui sont renvoyés de leur poste à l'Agence Vigilance de Lynx. Il découvre ensuite l'existence de Dru, son frère jumeau jusqu'alors inconnu, séparé de lui à la suite du divorce de leurs parents qui ont élevé chaque enfant de leur côté. Accompagné de sa femme et ses filles, il rend visite à Dru dans son manoir à Freedonia, où les deux frères établissent un lien fort. Vers la fin du film, Lucy et lui sont réintégrés dans l'AVL.
Dans le quatrième film sorti en 2024, Lucy et lui deviennent parents d'un garçon: Gru Jr.

## Développement du personnage
Le personnage qui allait devenir Gru a été initialement conçu par l'animateur Sergio Pablos, envisagé comme un personnage proche de Dracula. Toutefois, les réalisateurs de Moi, moche et méchant, Pierre Coffin et Chris Renaud, ont modifié cette vision pour adopter un style plus raffiné, inspiré de l'univers de James Bond, avec une influence notable d'Auric Goldfinger,. Gru partage également des traits de conception avec le personnage de bande dessinée britannique Grimly Feendish (en) et avec Lex Luthor dans sa version pré-crise. Le directeur d'animation Pierre Deluc lui a quant à lui donné certaines gestuelles d'Anthony Hopkins dans Le Silence des agneaux et le regard de Louis Jouvet dans Salonique, nid d'espions.

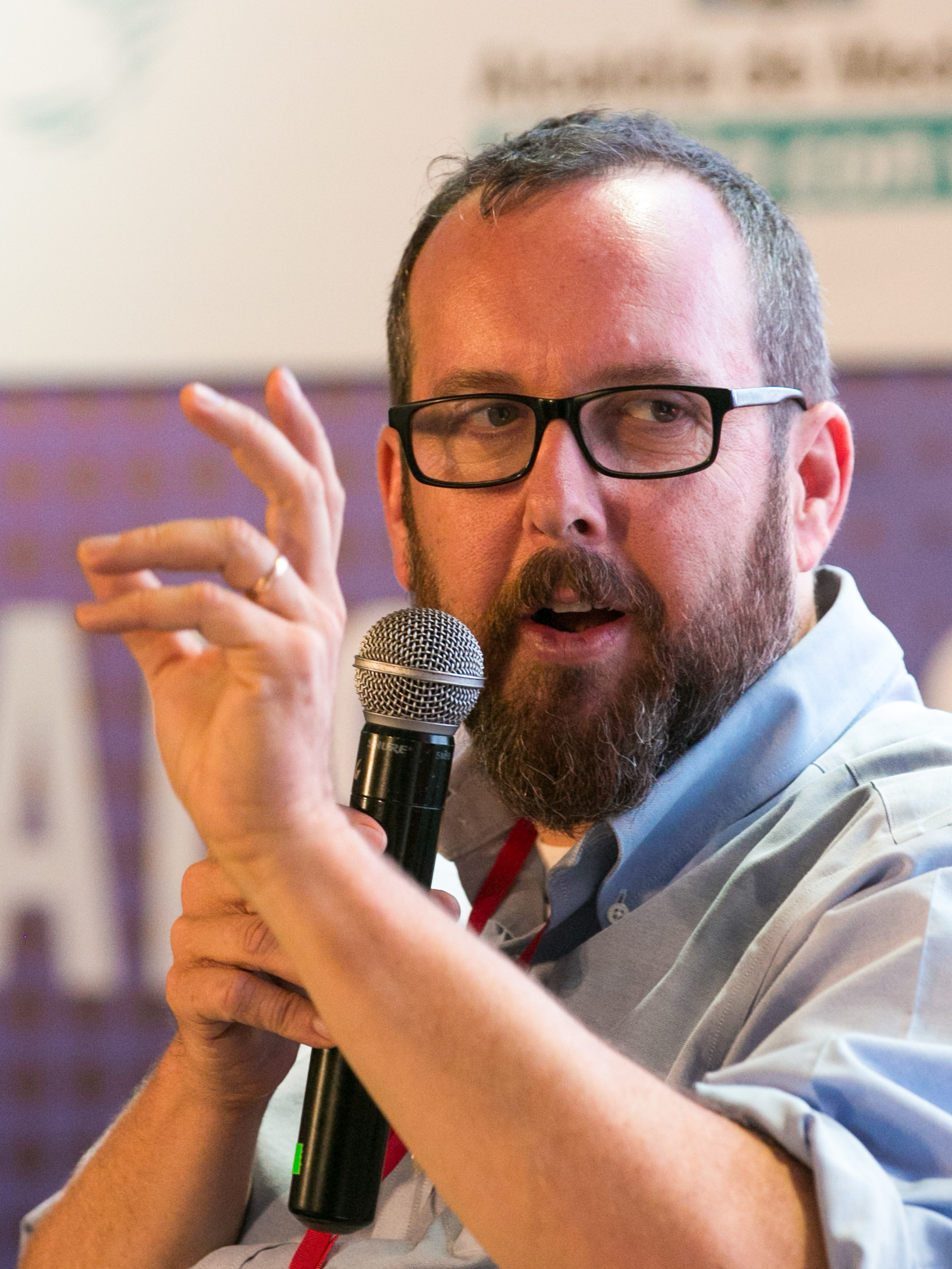
A. O. Scott en 2016.

L'accent unique de Gru, souvent décrit comme quasi-russe par A. O. Scott et comme un mélange entre un mafioso russe et un nazi fou par Roger Ebert, est le résultat des expérimentations de Steve Carell, son doubleur dans la version originale. Selon Chris Meledandri, producteur de Moi, moche et méchant, Carell a choisi une voix qui se situe entre celle de Ricardo Montalbán et de Béla Lugosi.

## Analyse
L'emploi de flashbacks pour développer le personnage de Gru dans Moi, moche et méchant a été comparé par Variety à la technique utilisée dans Ratatouille de Pixar pour approfondir le personnage d'Anton Ego. Ces flashbacks sont salués pour leur capacité à enrichir la narration en fournissant un contexte significatif sur les personnages. Gru est reconnu par Katy Marriner, dans Screen Education, comme l'un des premiers exemples dans le cinéma d'animation d'un protagoniste qui évolue nettement, se démarquant des héros traditionnels qui restent inchangés tout au long du récit.
Sur le plan psychologique, Nofika Dewi de l'Universitas Pamulang a analysé Gru, concluant que ses traits grossiers et son ambition illustrent son identité, sa méchanceté et sa persévérance reflètent son ego, tandis que ses compétences parentales et son courage révèlent son surmoi.
En outre, Gru a été perçu comme un stéréotype russe, une étude de 2017 suggérant que certains aspects de sa caractérisation pourraient refléter des agendas politiques américains, dépeignant les russes comme arriérés et violents. Cette interprétation souligne la complexité des influences culturelles et politiques sur la création de personnages dans le cinéma d'animation.